# Ben Mehidi
Ben Mehidi är en ort i Algeriet.   Den ligger i provinsen El Tarf, i den norra delen av landet, 400 km öster om huvudstaden Alger. Ben Mehidi ligger 8 meter över havet och antalet invånare är 28 398.
Terrängen runt Ben Mehidi är platt åt nordväst, men åt sydost är den kuperad. Runt Ben Mehidi är det ganska tätbefolkat, med 139 invånare per kvadratkilometer. Närmaste större samhälle är Annaba, 19,1 km nordväst om Ben Mehidi. Trakten runt Ben Mehidi består till största delen av jordbruksmark.